# Flore des Comores

« Le sol des Comores est d'une fertilité prodigieuse, surtout à l'embouchure des vallées où les dépôts d'alluvion atteignent une grande épaisseur ; on peut dire qu'il n'y a pas un pouce de terre qui ne soit recouvert de végétation. Les sommets des montagnes et les hauts des vallées sont généralement couverts de forêts ; les versants des rameaux secondaires et les plateaux, de pâturages, de bouquets de bois, d'arbres et d'arbustes isolés. Les cocotiers et les cultures occupent une partie des versants, les plateaux cultivables, les vallées, et la bande du littoral »

— Essai_sur_les_Comores, A. GEVRAY procureur impérial de Pondichéry, 1870

## Biotope
L'archipel des Comores profite d’un climat tropical maritime. Il se caractérise par de faibles variations de températures annuelles journalières, autour de 26 °C au niveau de la mer et par des précipitations abondantes : 2 679 mm par an. La température moyenne de l’eau de la mer est de 25 °C. Cependant les conditions peuvent beaucoup varié en fonction de l'exposition au vent et de l'altitude.
Les principaux biotopes dépendant de l'altitude sont :
- les formations côtières ;
- les zones cultivées ;
- la mangrove, zone humide ;
- les formations sèches à végétation semi-sèche de basse ou moyenne altitude ou de zone sèche (prairies herbacées côtières, savanes herbeuses sur les plateaux et arbustives en inclusion dans les forêts de moyenne altitude et descendant jusqu’à la mer) ;
- les forêts secondaires ;
- les successions pionnières végétales sur coulées de lave récentes importante en Grande Comore ;
- Forêts humides de moyenne altitude ;
- forêts humides d’altitude, absentes de Mayotte ;
- steppes éricoïdes de haute altitude.

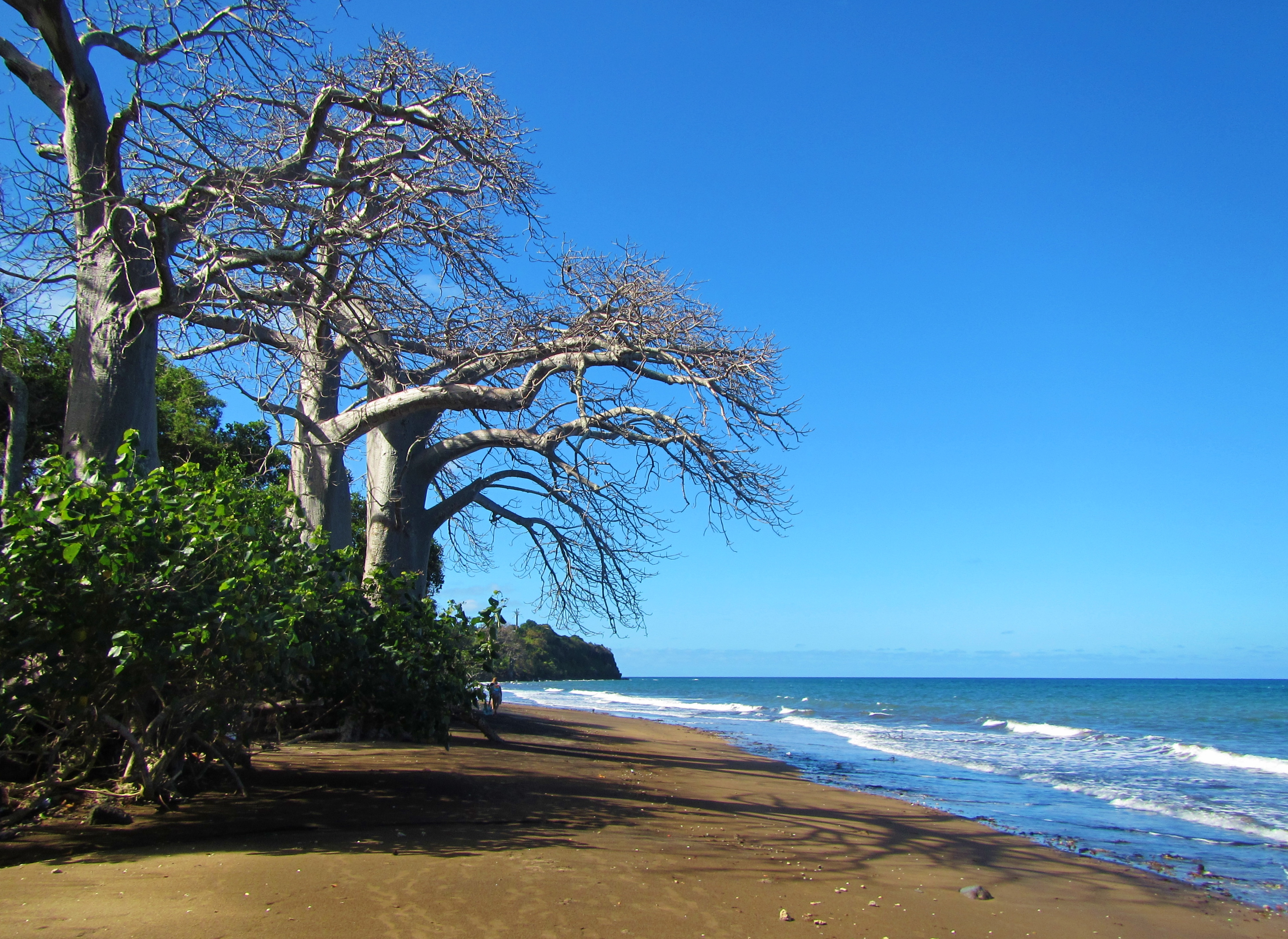
Plage de Sakouli (Mayotte) et ses baobabs.
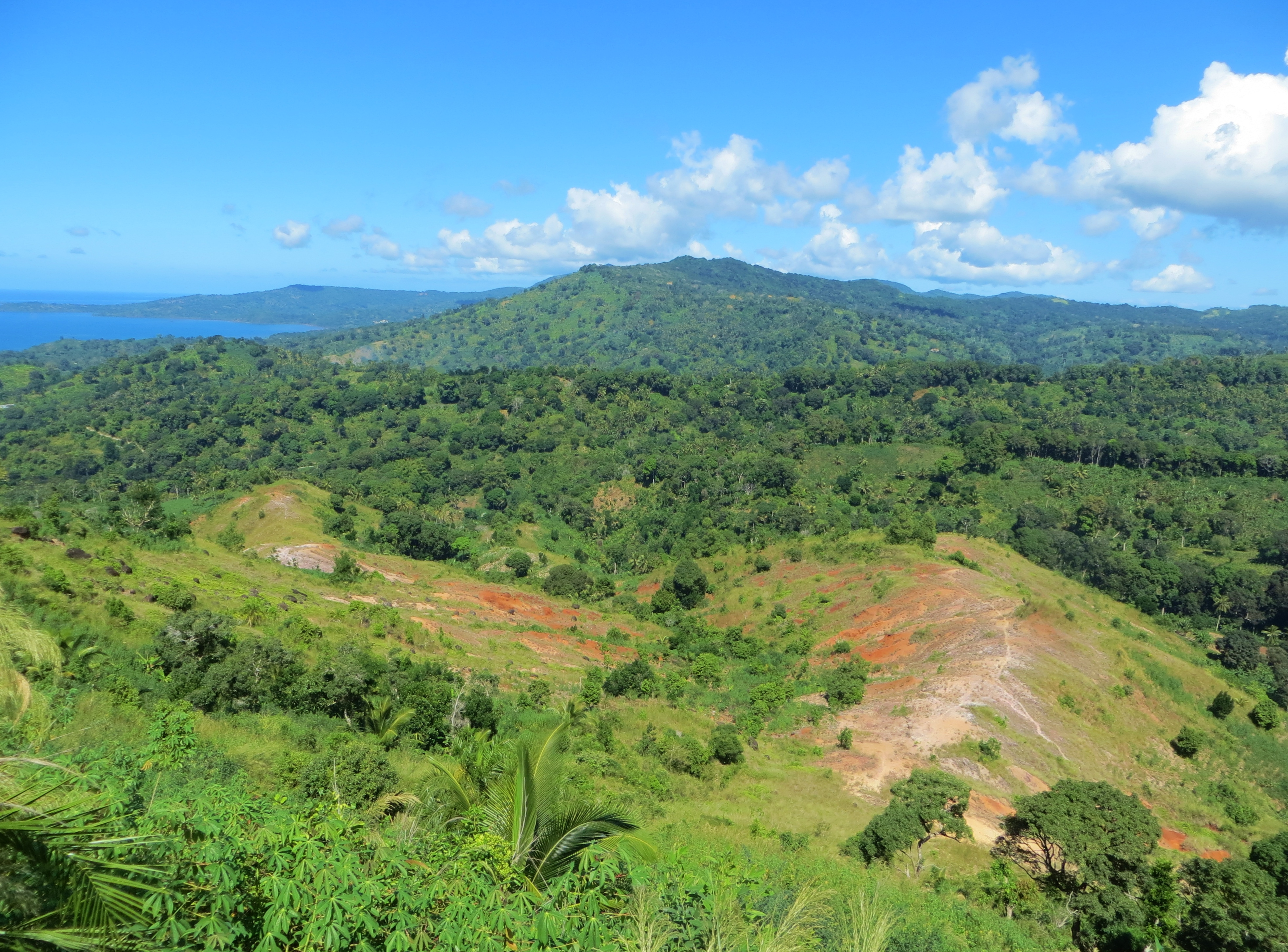
Paysages de padzas surplombant Passamaïnty.
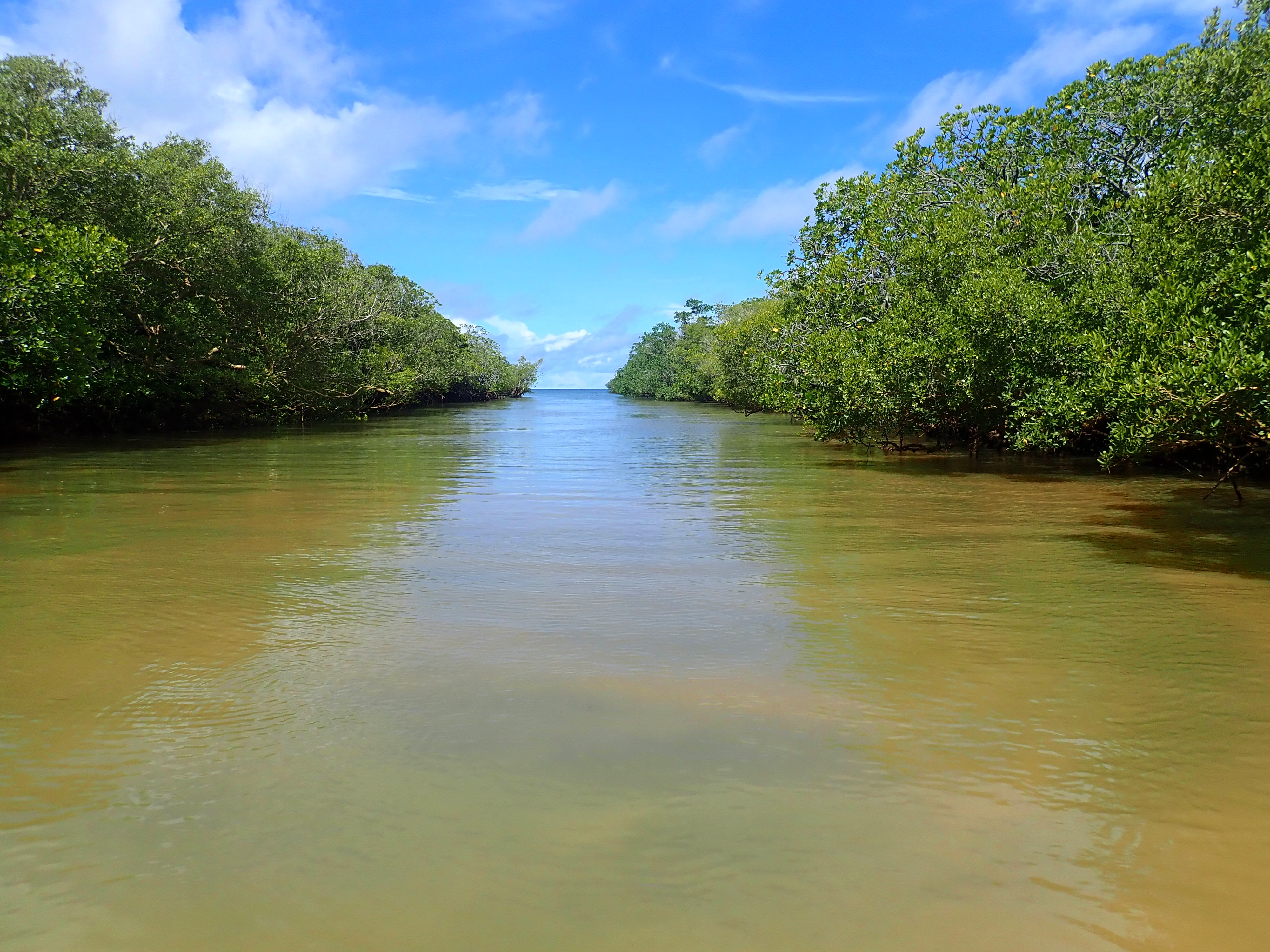
Mangrove à Hajangoua.
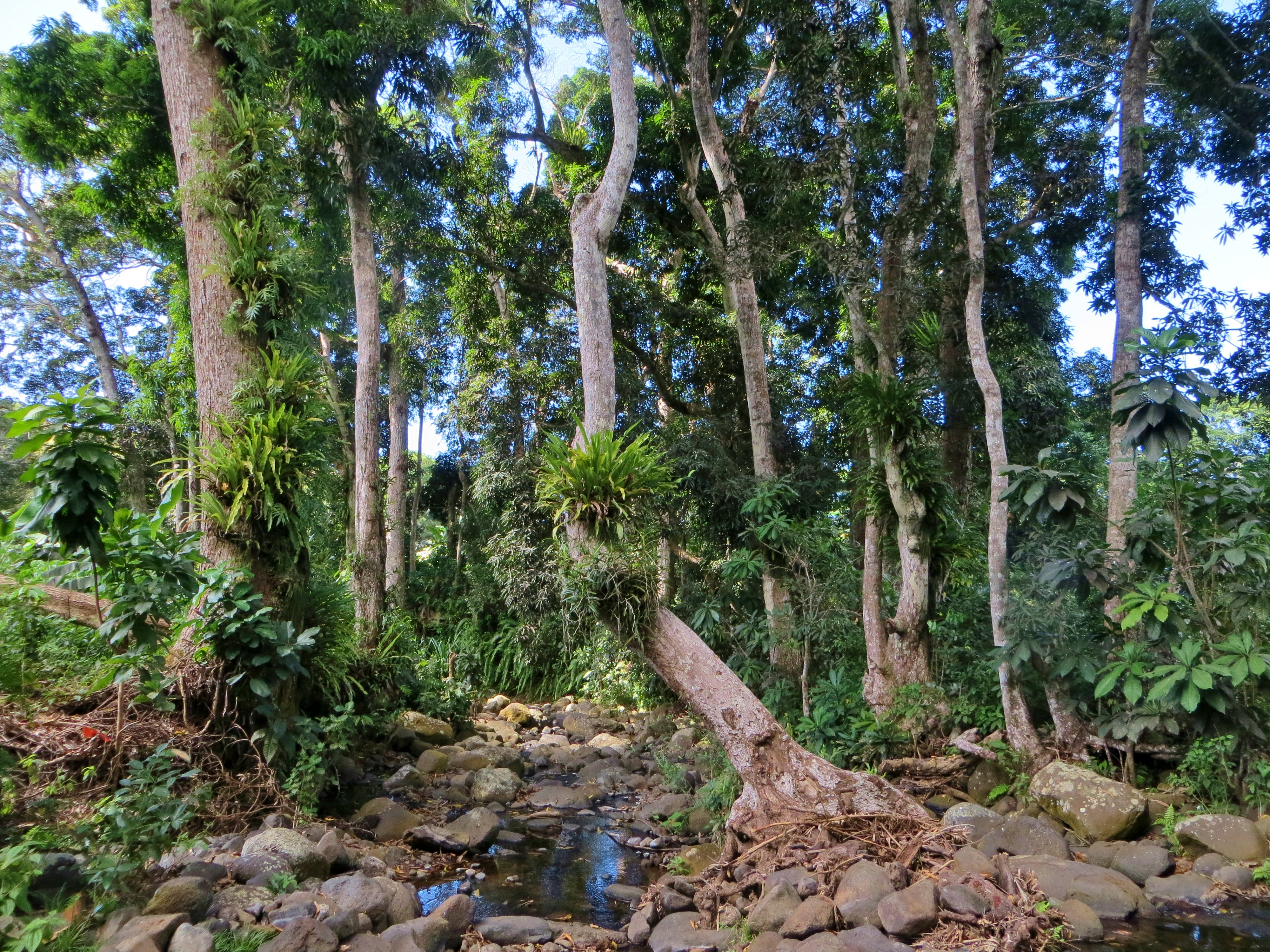
Ripisylve tropicale caractéristique à Mayotte, avec de grands manguiers couverts d'épiphytes.

## Inventaire et problématique
Peu d'études ont été menées sur la flore des Comores. 
La référence la plus complète est celle de Voeltskow, publiée en 1917, dans laquelle 935 plantes vasculaires sont citées dont :
- 416 considérées comme indigènes ;
- 136 endémiques à l’archipel (soit 14,5 %) ;
- 383 plantes exotiques (étrangère).

Cependant d'autres études pour Mayotte qui compte 404 plantes vasculaires indigènes recensées, laissent penser qu'en référence aux anciennes documentations, l'île pourrait recenser au minimum 225 espèces en plus.
Une liste non exhaustive de 350 plantes introduites à Mayotte (cultivées et spontanées) a par ailleurs été dressée tandis qu'en Grande Comore, le nombre de biotopes est plus élevé et l'on estime que leur nombre pourrait se rapprocher de 1500. Le taux de dynamisme de la flore n’est pas estimé.
Avant l'établissement des premiers habitants, on estime que les forêts couvraient certainement toutes les Comores ; aujourd'hui elles n'occupent guère qu'un sixième de leur surface. Les végétations côtières et de basse altitude ont été presque totalement détruites sous l’action humaine. Les forêts d’altitude semblent mieux conservées mais il existe peu d’estimations fiables des superficies par île. On estime que la superficie forestière intacte d’altitude à Mohéli a diminué de 26 % en 13 ans entre 1983 et 1996, du fait des cultures. À Anjouan, seules les pentes trop fortes pour l’installation de cultures résistent.
L'augmentation de la densité de population est la menace principale sur la faune et la flore. Diverses études s’accordent à dire que les forêts primaires auront disparu des Comores d’ici 15 ans au rythme actuel de déforestation. La seconde menace est l’envahissement par des espèces exotiques.

« Ces arbres, avec beaucoup d'autres que je n'ai pu déterminer, n'ont pas été introduits par l'homme et forment, en quelques endroits, des futaies très belles. Les énormes troncs blanchâtres des baobabs, les colonnes et les feuilles élégantes des aréquiers, les troncs et les racines bizarres des ficus, les lianes innombrables, parmi lesquelles la liane à caoutchouc, sous bois, les ananas, les caféiers, les piments, les bêtels, les ignames, les vacoas, les aloès, les énormes fougères, donnent un caractère particulier et très pittoresque aux paysages de ces forêts. Entre les forêts uniquement composées d'arbres indigènes et les cultures, s'étendent les pâturages et les terres à riz où sont disséminés des mourandas, des baobabs, des cocotiers, des manguiers, des raphias, des jujubiers, des ricins, des pignons d'Inde, des indigotiers, etc. Les clairières et les crêtes dénudées sont couvertes de fougères, de graminées dont une espèce, la spartine arondinacée atteint jusqu'à huit ou dix pieds de hauteur, et de quelques légumineuses ; une de ces dernières porte une gousse, connue sous le nom de pois à gratter, couverte d'un velours jaune, qui remplace avantageusement l'ortie auprès des jambes des passants. Sur la côte, les endroits marécageux sont garnis de palétuviers jusqu'à la limite de la haute mer ; il y en a deux espèces ; une petite qui n'atteint que deux à trois mètres de hauteur et dont l'écorce est excellente pour les teintures rouges ; ses branches immergées sont souvent couvertes de petites huîtres très délicates ; l'autre espèce, beaucoup plus grande, fournit de bonnes courbes pour les embarcations, charpentes, etc. C'est sur la grande espèce qu'on trouve l'orseille. A la limite de la haute mer croissent quelques arbustes épineux, des veloutiers, des plantes rampantes, etc. »

— A. GEVRAY procureur impérial de Pondichéry, 1870

## Flore

### Plantes originales
Nota : La liste ci-dessous est non-exhaustive et représente les espèces identifiables en 1870.
 
Légende:

TC: très Commun, R: rare, C: commun
La masse des forêts proprement dites est principalement composée des familles :

clusiacées, combretacées, palmiers, sapotacées, légumineuses, celtidées, malvacées, sterculiacées, anacardiacées, morées, aurantiacées, ébénacées, myrtacées, etc.

Principaux arbres :
- Commun. – Takamaka. – Excellent bois de construction pour boutres, pirogues, charrettes, etc.
- C. Badamier. – Bon bois de construction ; écorce liante.
- C. Grand natte et petit natte. – Bon bois de menuiserie et d'ébénisterie.
- R. Bois de fer. – Dur et veiné.
- R. Arbre à gutta-percha. – Trop peu commun pour être utilisé.
- C. Aréquier. – Les indigènes râpent la noix pour la mêler à leur bêtel.
- T.R. Latanier.
- T.C. Mouranda. – Faux dattier, épineux ; le tronc sert pour les charpentes des cases, les ponceaux, etc.
- C. Mouhinga. – Arbre à feuilles pointues, épineux, à fibres enchevêtrées ; on en fait des plats, des écuelles et des plateaux.
- C. Raphia. – Fruit comestible ; les côtes servent à la construction des cases ; les feuilles à leur couverture ; avec le bourgeon terminal on fait de très belles rabanes, etc.
- C. Tamarinier. – Bois solide pour charrettes, embarcations, etc., ; le fruit mûr est employé en infusions, comme boisson laxative et rafraîchissante.
- R. Corail végétal. – Bon bois de construction.
- C. Mourongue. – Les feuilles et les gousses sont comestibles ; la racine pilée sert de sinapisme.
- C. Andrèse. – Bois léger, sert pour balanciers de pirogue ; écorce liante bonne pour amarrages ; elle est, dit-on, fébrifuge.
- C. Hibiscus. – De Madagascar.
- C. Baobab africain. – Plusieurs individus mesurent à leur base plus de dix mètres de circonférence ; feuilles fébrifuges ; fruit très riche en tannin et puissant astringent ; écorce textile.
- R. Ouatier. – Ouate végétale.
- C. Adabou. – Bon bois de construction pour pirogues.
- R. Azyme. – Bois très droit ; sert pour mâts de boutres.
- C. Acajou. – Blanc, de mauvaise qualité.
- T.R. Palissandre. – Siendala lahi, bon bois d'ébénisterie.
- C. Ébénier. – Plusieurs espèces.
- C. Ficus. – Sans emploi.
- T.R. Sandal. – Inférieur.
- C. Mourmouroni. – Excellent bois de construction pour boutres, charpentes, charrettes, planches, etc., et de longue durée.
- C. Cadoque. – Fébrifuge ; le fruit sert à une espèce de jeu de dames.
- R. Oranger.
- C. Citronnier. – Fruits petits, mais très acides.
- C. Vagansailler. – Les écorces des fruits pourraient être employées pour liqueurs, etc.

### Plantes cultivables non introduites
- C. Sorgho
- R. Cotonnier (id.) Gossypium sp.
- C. Pipangaye.
- R. Canne (id.)
- R. Cresson.
- C. Indigotier (id.)
- C. Pourpier.
- C. Igname.
- Cycas thouarsii

### Plantes certainement introduites
TC. Cocotier., TC. Bananier., TC. Manguier., C. Papayer.
Les cocotiers, les manguiers et les bananiers existent en immense quantité ; on en trouve même dans les endroits les plus sauvages des forêts.

Riz, différentes espèces de Bambou, Maïs, Goyavier, Catronille, Attier, Potiron, Cœur de bœuf, Haricot, Corossol, Pois, Arbre à pain, Lentille cultivée, Ravenal, Fève, Giroflier, Millet, Vétiver, différentes espèces de Indigo, différentes espèces de Vacona, Aubergine, Cannelier, Tomate, Avocatier, Henné, Cacaoyer, Bois noir, Palmier à colonne, Filao, Palmiste, Évis, Syringa, Jacquier, Flamboyant, Pêcher, Bancoulier, Sapote, Mimosa, Abresadier, Pamplemoussier, Jamrosa, Mangoustan, Bibassier, différentes espèces de Manguier, Cerisier de Chine, Figuier, Orangine, différentes espèces de Caféier, Mûrier, différentes espèces de Canne à sucre, Bilimbi, Vanille, Letchi, Dattier, Acacia, Vigne,*R. Caféier (sauvage),*TC. Ananas,*C. Patate douce (id.).

## Sources
- Orchidées des Comores (marc Herremans, Editions Du Mrac, 2001)
- Fichier Botanique - Arbres et plantes De Mayotte - 45 Fiches (collectif, Direction de L'agriculture et de La Forêt, , 45 P)
- Plantes aromatiques et à épices de Mayotte - 12 Fiches (collectif, Cirad, , 12 P)
- Revue des naturalistes, historiens et géographes de Mayotte
- Bulletin N°4 (association Des Naturalistes, Historiens et Géographes de Mayotte, , ,  P)
- Flore de Madagascar et des Comores (ph Morat, Muséum D'histoire Naturelle, 1998,  P)
- Olivier Hawlitschek, Rémy Eudeline et Antoine Rouillé, Faune terrestre de l'archipel des Comores, Hambourg, Antoine Rouillé, coll. « Guide de terrain », 2020, 338 p. (ISBN 979-10-699-5956-9).